# Escalona, Toledo
Escalona är en kommunhuvudort i Spanien.   Den ligger i provinsen Toledo och regionen Kastilien-La Mancha, i den centrala delen av landet, 70 km väster om huvudstaden Madrid. Escalona ligger 464 meter över havet och antalet invånare är 2 700.
Terrängen runt Escalona är platt åt sydost, men åt nordväst är den kuperad. Runt Escalona är det ganska glesbefolkat, med 27 invånare per kvadratkilometer. Närmaste större samhälle är Villa del Prado, 15,0 km nordost om Escalona. Trakten runt Escalona består till största delen av jordbruksmark.